# Montamentu
Montamentu é uma religião afro-caribenha originária da ilha de Curaçau. No montamentu, assim como em outras religiões de matriz africana praticadas no continente americano, deidades africanas específicas foram propositadamente igualadas a santos da Igreja católica.[carece de fontes?]
A música que acompanha os rituais chama-se Tambú. Devido as constantes denúncias que o Estado e a Igreja tem feito ao Tambú, o ritual encontra aceitação limitada, ao ponto de poucos habitantes de Curaçau sequer reconhecerem o termo Montamentu e acabarem usando o termo depreciativo introduzido pelos padres católicos e senhores de escravos séculos antes — Brua, que vem do espanhol "bruja" e significa bruxaria, ou aplicarem ao ritual religioso o termo genérico Tambú.